# Marie-Victoire Jaquotot

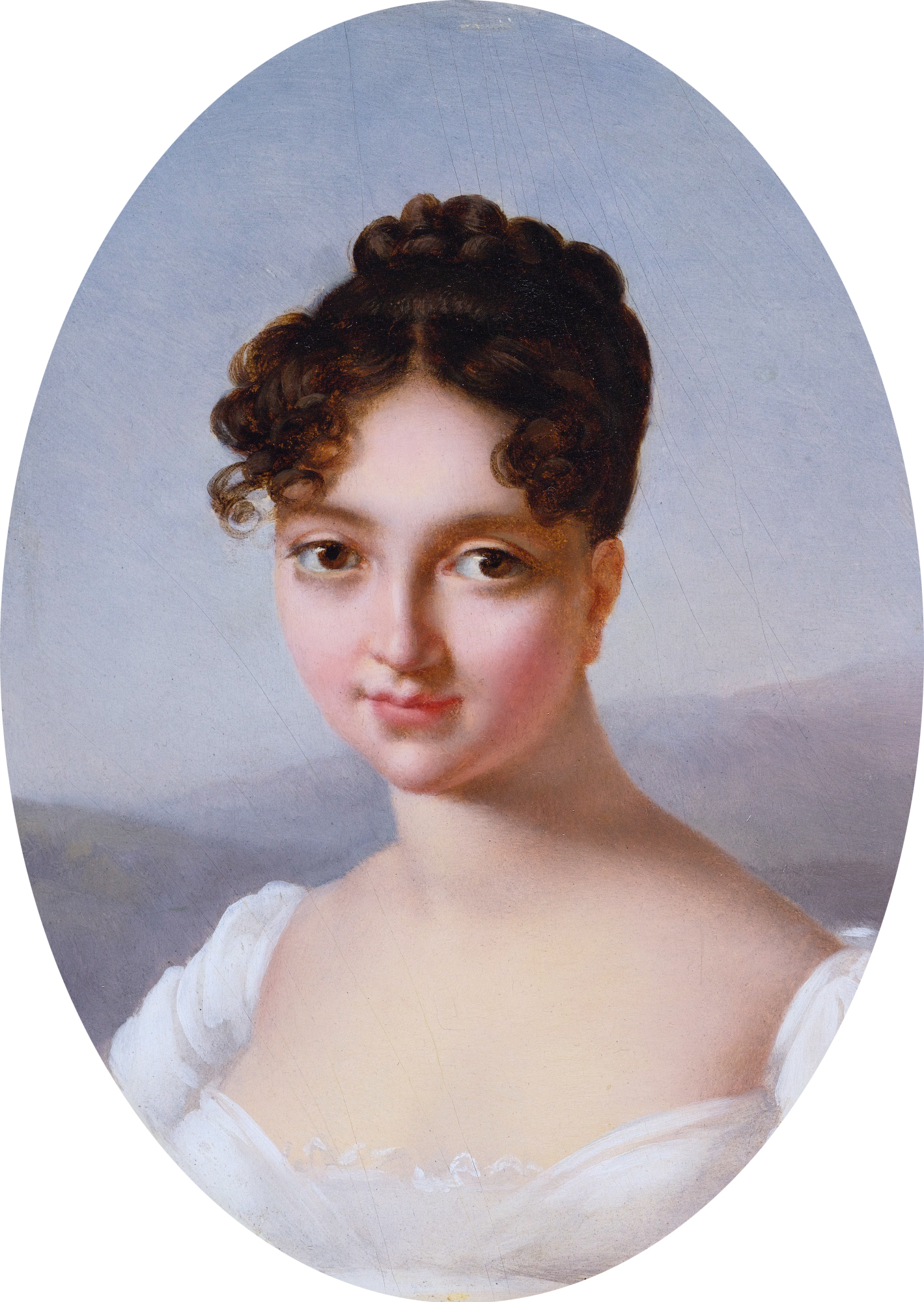
Selbstbildnis

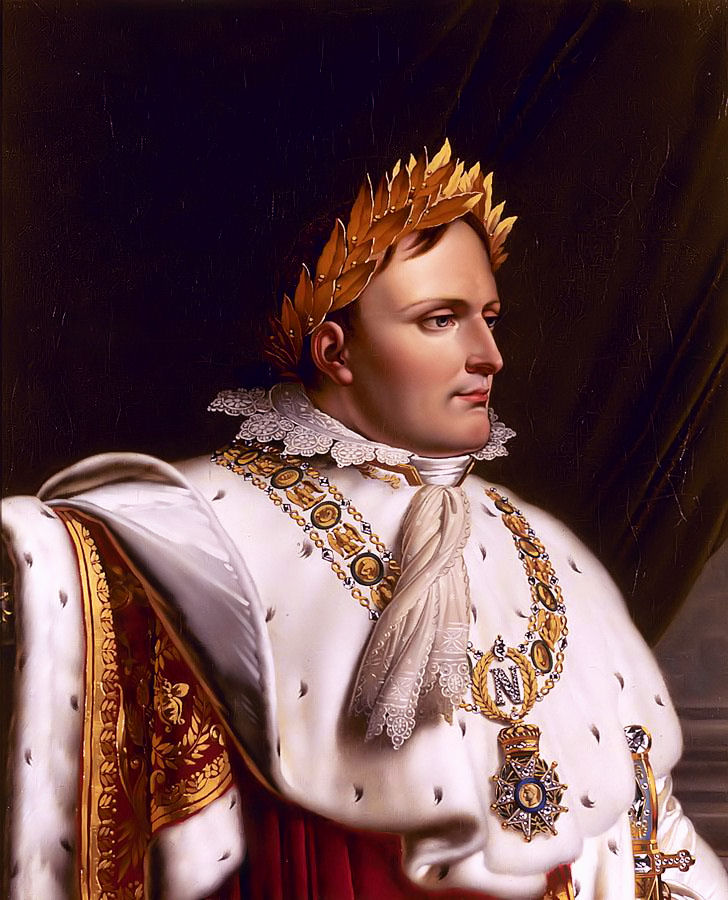
Napoleon Bonaparte mit goldenem Lorbeerkranz und Hermelinfell, Gemälde von Marie-Victoire Jaquotot

Marie-Victoire Jaquotot (* 15. Januar 1772 in Paris; † 27. April 1855 in Toulouse) war eine französische Malerin, deren künstlerische Karriere zur Zeit der Königin Marie-Antoinette (1755–1793), der Ehefrau von König Ludwig XVI. (1754–1793), begann. Einige ihrer Werke sind im Besitz des Pariser Louvre.

## Leben
Nach der französischen Revolution (1789) und dem vorläufigen Ende der französischen Monarchie alter Prägung arbeitete sie – zunächst als unbekannte Künstlerin – an Tassen und Tellern im Stil einer Kamee für die renommierte Porzellan-Manufaktur von Sèvres. Dort blieb sie bis ins Jahr 1842 angestellt. Sie verfeinerte ihre Technik so lange, bis sie allmählich eine bekannte Malerin colorierter Figuren auf Porzellantafeln wurde. In der Folge spezialisierte sich Jaquotot auf die Technik der Porzellanmalerei. In der Zeit von 1816 bis 1836 unterhielt sie eine eigene Schule, die in dieser Technik ausbildete. Sie erhielt private Aufträge und unterrichtete Schüler in ihrem Pariser Atelier. Einer dieser Schüler war Charles Le Guay (1762–1846), den sie später heiratete.
Nach der Selbstkrönung des Generals Napoleon Bonaparte zum neuen Kaiser Frankreichs erhielt sie 1813/14 die Gelegenheit, diesen auf Porzellan zu porträtieren. Napoleon gab das Porträt als Überraschung für seine Ehefrau Marie-Louise bewusst zu einer Zeit in Auftrag, als die politische Lage in Frankreich schwieriger wurde. Es zeigt ihn im Krönungsmonat mit goldenem Lorbeerkranz.
Während der Regierungszeit des Bourbonen-Königs Ludwig XVIII. entstand das Werk Peintre sur porcelaine du Cabinet du Roi (1816), dessen Bruder Karl X. ihr schließlich den Titel des Ersten Porzellan-Hofmalers des Königs verlieh (1828).